# Kanehsatake : 270 ans de résistance
Pour plus de détails, voir Fiche technique et Distribution.
Kanehsatake : 270 ans de résistance est un long métrage documentaire de 1993 réalisé par Alanis Obomsawin, mettant en lumière les événements de la crise d'Oka de 1990. Obomsawin documente les événements du siège de Kanehsatake sur 78 jours, capturant une perspective rare d'un tournant important dans l'histoire du Canada. Produit par l'Office national du film du Canada, le film remporte 18 prix canadiens et internationaux, dont le Distinguished Documentary Achievement Award de l'International Documentary Association et le CITY TV Award du meilleur long métrage canadien du Festival des festivals de Toronto. 

## Synopsis
Le film Kanehsatake : 270 ans de résistance d'Alanis Obomsawin documente la crise d'Oka, point culminant des batailles pour la possession des terres par les Mohawks au cours des 270 dernières années. Le conflit surgit lorsque la Municipalité d'Oka annonce l'agrandissement d'un terrain de golf déjà en partie construit sur des terres mohawks. L'agrandissement détruirait le cimetière sacré situé sur leur terre des « Pins ». Cette nouvelle suscite la grogne dans la communauté mohawk et l'amène à ériger des barricades aux abords de la pinède afin de la protéger et aux abords du pont Honoré-Mercier à Kahnawake et LaSalle en guise de protestation. Le siège débute en mars 1990 et les tensions montent lors d'un affrontement entre les Warriors et la Sûreté du Québec (SQ) ; la police effectue une descente sur le territoire mohawk. Des coups de feu sont tirés et le caporal Marcel Lemay de la SQ est abattu. L'ouverture du film montre le conflit central qui est le résultat direct de la fusillade du 11 juillet 1990. Le film dépeint une perspective autochtone sur cet événement historique ; capturer 250 heures d'images afin de donner du pouvoir à son peuple qui était déformé dans les médias de masse. 

Drapeau des Warriors mohawks.

Le documentaire détaille les traitements et la force brutale infligés aux Mohawks par les Forces armées canadiennes :
« Elle et son équipe ont filmé des affrontements avec les militaires ; l'armée qui empêche la nourriture d'atteindre les défenseurs de la terre ; certains habitants qui pendent et brûlent une effigie de Warrior ; une foule de Châteauguois lapidant avec des pierres grosses comme des poings des voitures de Mohawks où sont sis des femmes et des enfants et où les éclats de verre des vitres brisées se logent dans la peau des occupants ; un homme âgé frappé à la poitrine et des hommes torse nu applaudissant. Elle a interviewé les femmes mohawks en première ligne du conflit avec les gouvernements fédéral et provincial. Elle a documenté les manifestations organisées en solidarité avec les Kanehsata'kehró:non et a filmé les chars de l'armée pénétrant sur le territoire de Kanien'kehá:ka. 

## Production
Dans une entrevue vidéo pour la « Série pause ONF » célébrant le 25e anniversaire du film, Alanis Obomsawin raconte :
« Je travaillais sur un autre film, je conduisais ma voiture, j'étais en route vers l'Office du film et j'entends aux nouvelles de CBC : une fusillade à Kanehsatake. On pouvait entendre le bruit des armes, alors je suis allé directement là-bas au lieu d'aller à l'Office. Au moment où je suis arrivé à Oka, on n'avait pas le droit d'entrer dans le village et la police y tenait une barricade, et c'était tout. Alors je suis retourné à l'Office du film et j'ai dit : je change de production, je dois aller documenter cela ».

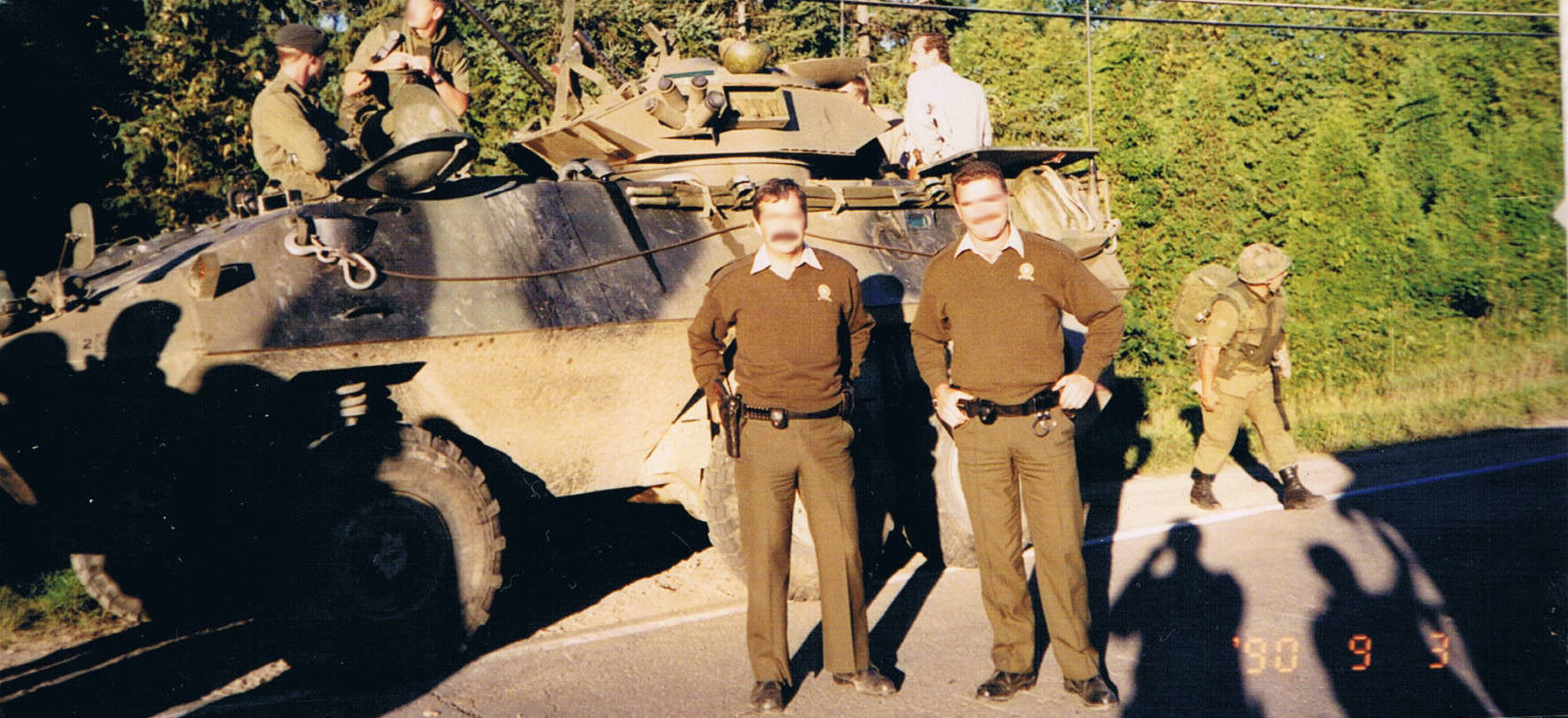
Deux agents de la SQ durant le siège de Kanesatake.

Il a fallu plusieurs jours avant que Obomsawin puisse franchir la barricade pour rejoindre la communauté mohawk et les Warriors. Ne sachant pas comment le conflit allait évoluer, elle s'empare du reste du siège. Le siège de Kanesatake a représenté le plus grand nombre de troupes déployées dans le cadre d’une question de droits autochtones. 
Les conditions de production auxquelles Obomsawin et son équipe de tournage sont soumises sont peu favorables. La cinéaste elle-même a admis avoir eu peur pour sa vie. Obomsawin et la communauté mohawk ont dû passer de nombreuses nuits blanches et fuir les attaques de l'armée. Après qu'un caméraman ait quitté les lieux, craignant pour sa sécurité, Obomsawin a pris les choses en main et s'est habituée elle-même à utiliser l'équipement. Obomsawin se souvient également d'un récit de harcèlement verbal lors d'une fusillade, qualifié de « squaw » par les soldats, une insulte désobligeante désignant une femme qui peut être agressée et battue. Elle affirme s'être rappelée continuellement la raison pour laquelle elle était là : pour son peuple. Elle devait continuer à documenter la situation, garder son sang-froid et, par conséquent, ne retournait jamais les insultes lorsqu'elle s'adressait à des figures d'autorité. 

## Critiques

### Peuples autochtones
La production du film a eu un effet sur les Mohawks d'Oka ainsi que sur les communautés autochtones de toute l'Amérique du Nord. Les reportages aux nouvelles contenaient une perspective occidentale biaisée. Le documentaire fait état de l'expérience mohawk, qui était généralement sous-représentée et déformée. Obomsawin discute de l'impact du film et des incidents survenus à Oka 25 ans plus tard avec l'Office national du film du Canada :
« …À l'époque où le racisme est devenu si répandu ici, […] on ne pouvait pas aller n'importe où sans être poussé ou insulté. Il était donc encore plus important de s’assurer que cela soit documenté par certains d’entre nous. Ce film est devenu un tournant en raison de son contenu. À cause de ce qui s'est passé. Toutes les réserves de ce pays, ou presque toutes, ont perdu des terres à cause des municipalités. Et lorsque la résistance a pris fin à Kanehsatake, c’est à ce moment-là que cela est devenu un tournant. Cela a donné du courage à toutes les réserves et a permis de ne plus permettre que cela se produise.
Le choix d'Obomsawin de rester avec la communauté tout au long du siège et de documenter les brutalités a également semblé désamorcer la situation : « Certains pensent que la présence continue d'Obomsawin avec une caméra a probablement tempéré l'armée, que les choses auraient été pires si elle n'était pas là pour filmer ». Jesse Wente (en), directeur fondateur du Bureau de l’écran autochtone et président du conseil d'administration du Conseil des arts du Canada a déclaré que :
« Le film a marqué un tournant dans l'histoire du cinéma autochtone, [...] Sans Kanehsatake : 270 ans de résistance, « il est difficile d'imaginer la compréhension qu'auraient les Canadiens de ce qui s'est passé là-bas, [...] Dans la plupart des autres couvertures à l’époque, la réalité des gens derrière la ligne ne nous était pas montrée. 
Le film a contribué à développer un sentiment universel, explique Karen Froman, une chercheuse autochtone : « les processus de colonisation et d'urbanisation rapide dans la période d'après-guerre ont arraché les peuples autochtones de leurs terres natales, mais à bien des égards, nous restons connectés à la terre, peu importe où nous résidons. Je sais d’où je viens même si je n’y réside pas physiquement.